# Lucille
lucilleは、マルチコアに最適化された国産のグローバルイルミネーション・レンダラーであった。3ds Maxに対応している。当初は藤田将洋によりオープンソースとして開発されており、BSDライセンスとなっていた。また、Metasequoia用のコンバーターであるmqo2ribも用意されていた。後にフィックスターズにより商用化され、Intel Parallel Studio XEの宣伝に使われた。
LLVMを使ったRSLシェーダーのコンパイルや、Analytic Renderingなどが実験的に実装されていた。3Dモーションブラーにも対応していた。